# József Marosi
József Marosi (Budapest, 16 de octubre de 1934) es un deportista húngaro que compitió en esgrima, especialista en las modalidades de florete y espada.
Participó en dos Juegos Olímpicos de Verano en los años 1956 y 1960, obteniendo una medalla de plata y otra de bronce en Melbourne 1956. Ganó tres medallas en el Campeonato Mundial de Esgrima, en los años 1954 y 1955.

## Palmarés internacional
| Juegos Olímpicos   | Juegos Olímpicos        | Juegos Olímpicos  | Juegos Olímpicos    |
| Año                | Lugar                   | Medalla           | Prueba              |
| ------------------ | ----------------------- | ----------------- | ------------------- |
| 1956               | Melbourne (Australia)   | Medalla de plata  | Espada por equipos  |
| 1956               | Melbourne (Australia)   | Medalla de bronce | Florete por equipos |
| Campeonato Mundial |                         |                   |                     |
| Año                | Lugar                   | Medalla           | Prueba              |
| 1954               | Luxemburgo (Luxemburgo) | Medalla de bronce | Florete por equipos |
| 1955               | Roma (Italia)           | Medalla de plata  | Florete por equipos |
| 1955               | Roma (Italia)           | Medalla de bronce | Espada por equipos  |